# Autodesk 3ds Max
Autodesk® 3ds Max® đã từng được biết đến với tên 3D Studio MAX là một phần mềm đồ họa vi tính ba chiều (tiếng Anh:3D graphics application) của công ty Autodesk Media & Entertainment, hoạt động trên hệ điều hành Windows Win32 hoặc Win64. Phiên bản của 3ds Max vào năm 2006 là 3ds Max 9.
Tên khởi đầu của phần mềm này là 3d Studio, được nhóm Yost xây dựng trên nền tảng của hệ điều hành DOS, được hãng Autodesk phát hành. Sau này Autodesk mua lại bản quyền, được Studio Kinetix (là một bộ phận nằm trong tập đoàn truyền thông và giải trí Autodesk) tiếp tục phát triển. Sau các phiên bản 3ds 3 và 3ds 4, phần mềm được đổi tên thành 3ds MAX, viết trên nền tảng hệ điều hành Windows NT. Tiếp đó, phần mềm này được đổi tên thành 3ds max, chuyển sang cho Discreet tiếp tục phát triển. Đây là một hãng phần mềm có trụ sở tại Montréal, Québec, Canada, được Autodesk mua lại. Sau phiên bản thứ 8, phần mềm được đổi lại tên thành 3ds Max, và được chính thức mang lại nhãn hiệu của Autodesk.